# Bracon phytophagus
Bracon phytophagus är en stekelart som beskrevs av Donald L.J. Quicke 2005. Bracon phytophagus ingår i släktet Bracon och familjen bracksteklar. Inga underarter finns listade.